# Tracy Hogg
Tracy Hogg (Doncaster, agosto 1960 – Doncaster, 25 novembre 2004) è stata un'infermiera e saggista britannica, specializzatasi in puericultura.

## Biografia
Approfondisce i suoi studi e metodi in America. Muore all'età di 44 anni per un melanoma. 
Dopo una lunga esperienza nella cura delle disabilità, nel 1997 ha fondato, in California, Baby Technique, una struttura che offre consulenze individuali a madri e padri, dove si tengono corsi collettivi, conferenze ed esercitazioni per babysitter.
Della sua breve vita ha però lasciato un'eredità importante, è infatti l'autrice de Il linguaggio segreto dei neonati, una guida ricca di consigli pratici per tutti i neogenitori, pubblicata nel 2001.
La Hogg ha ideato il metodo E.A.S.Y., che letteralmente in inglese significa "facile" ma è l'acronimo di Eat (mangia), Activity (attività), Sleep (dormi), You (tu). Suggerisce di seguire una routine, i bambini si sentono confortati dalle situazioni prevedibili.
Il suo metodo si basa fondamentalmente sul rispetto per il bambino che non è un'entità priva di individualità, ma già da quando esce dalla pancia della mamma è un essere umano con i suoi bisogni e il suo carattere, l'unico suo impedimento è quello di non sapere come comunicare ciò di cui ha bisogno. Ecco perché i bambini vanno osservati, conosciuti e interpretati.
L'autrice consiglia di parlare con i bambini e non ai bambini, ovvero dandogli la giusta considerazione che si meritano. Tra le altre sue pubblicazioni c'è Il tuo bambino: tutte le risposte. 

## Opere
- Il linguaggio segreto dei neonati (Secrets of the Baby Whisperer), 2001
- Il linguaggio segreto dei bambini (Secrets of the Baby Whisperer for Toddlers), 2002
- Il tuo bambino: tutte le risposte (The Baby Whisperer Solves All Your Problems), 2005
- Il linguaggio segreto della famiglia (Family Whispering), 2014